# Àngel Colom i Colom
Àngel Colom i Colom (Rupit i Pruit, 22 de desembre de 1951) és un polític independentista català, mestre d'escola i sacerdot catòlic secularitzat.

## Biografia

### Inicis
Va estudiar magisteri a l'Escola Normal de Magisteri de Barcelona, participà en cursos de l'Institut Français de Polémologie
(París) i de la Universitat de la Pau d'Ahmedabad (índia). De 1971 a 1977 participà en campanyes a favor de l'amnistia dels presos polítics i contra la pena de mort, així com a l'Assemblea de Catalunya (1974) i el 1976 participà en la Marxa de la Llibertat. Alhora ha participat com a observador a la revolució islàmica de l'Iran i a Afganistan el 1978. Ha estat fundador dels Casals de la Pau i de la Casa dels Joves de Basilea. També fou un dels fundadors de la Crida a la Solidaritat en Defensa de la Llengua, la Cultura i la Nació Catalanes, participant en nombroses de les seves accions.
De 1980 a 1987 formà part de la junta del Centre Internacional Escarré per a les Minories Ètniques i Nacionals (CIEMEN), i el 1987 fou vicepresident d'Amics de la Bressola.

### Activitat política
El 1988 fou elegit diputat al Parlament de Catalunya, com a número tres a la candidatura d'ERC, després de Joan Hortalà i Josep-Lluís Carod-Rovira.
En el congrés d'ERC celebrat el 1989 a Lleida, i davant la gran crisi interna del partit, fou elegit Secretari General en substitució de Joan Hortalà, després de pactar el suport de Josep Lluís Carod-Rovira i els seus partidaris. Colom inicià un procés de renovació interna al partit i aglutinà a ERC a molts joves independentistes disgregats en partits extra-parlamentaris i en molts casos, més radicalitzats.
Autodefinit com a pacifista, sempre s'oposà a la violència com a mètode per aconseguir finalitats polítiques i defensà la democràcia i el respecte a les institucions com a via per aconseguir la independència de Catalunya. Contribuí a la dissolució del grup armat Terra Lliure i al desmembrament de l'independentisme que optava per la ruptura; amb aquest objectiu, va mantenir contactes secrets i de públics amb la cúpula del Ministeri de l'Interior, amb la intenció de desmobilitzar tant la militància clandestina del Terra Lliure com l'activisme del Moviment de Defensa de la Terra. En un continu de gestions envoltades de molta propaganda, va oferir la integració a ERC a tots els independentistes que renunciessin a l'enfrontament contra l'Estat i s'integressin a la dinàmica parlamentària del règim.
El 1992, sota el seu lideratge, ERC millorà els seus resultats amb 11 diputats i es convertí així en la tercera força al Parlament. El lema de la campanya era Cap a la independència, i va obtenir 210.000 vots. A més, l'any següent, a les eleccions generals espanyoles, aconseguiren un escó al Congrés dels Diputats per primera vegada des de les eleccions de 1982. L'escó l'ocupà la periodista Pilar Rahola.
El 1995 milloraren encara més els seus resultats en les eleccions al Parlament de Catalunya, amb 13 escons, però perderen la condició de tercera força política, ja que el Partit Popular de Catalunya n'aconseguí 17.
El 1996 després d'una greu crisi interna, Àngel Colom, juntament amb Pilar Rahola abandonaren el partit i fundaren el Partit per la Independència (PI). Aquest partit, però, tingué una vida curta. En les eleccions municipals del 1999 obtingueren resultats pobres i Pilar Rahola, que es presentava com a cap de llista a la ciutat de Barcelona, no aconseguí l'acta de regidora. Després d'això la formació es dissolgué.
Després de la dissolució del PI, Àngel Colom, l'any 2000 es feu militant de Convergència Democràtica de Catalunya (CDC). L'any 2003 va ser nomenat Delegat de la Generalitat de Catalunya al Marroc. Residí a Casablanca, al Marroc, fins al mes d'abril de 2008, que tornà a Catalunya. El 18 de setembre de 2008, fou elegit president del Secretariat d'Immigració de Convergència Democràtica de Catalunya, i responsable del diari digital especialitzat en temàtica d'immigració, fins al 2012 quan passar a dirigir la Fundació de Nous Catalans. Fou conseller Nacional de CDC fins a la dissolució del partit.
El 2010 el seu nom va aparèixer vinculat a finançaments il·legals de partits polítics fets per Fèlix Millet i el Palau de la Música. Millet va pagar 75.000 euros per cobrir els deutes de la dissolució del PI, i Colom es va comprometre a retornar-los de manera esglaonada.

## Premis
Ha rebut els següents premis:
- Memorial Josep Vidal i Llecha (1986, segona edició)

## Obres
- Contracte amb Catalunya (1995)